# Ерлауф
Ерлауф (на немски: Erlauf) е река в северна Австрия.
Образувана е от реките Голям Ерлауф и Малък Ерлауф, които се сливат при Визелбург. Голям Ерлауф извира от Ибсталските Алпи в провинция Щирия. Реката тече на север, като пресича провинция Долна Австрия и се влива в река Дунав при Пьохларн. Дължината ѝ от устието до изворите на Голям Ерлауф е 70 km.